# Oligia exsiccata
Oligia exsiccata là một loài bướm đêm trong họ Noctuidae.